# Jérôme Maglioli
 (septembre 2016).
Si vous disposez d'ouvrages ou d'articles de référence ou si vous connaissez des sites web de qualité traitant du thème abordé ici, merci de compléter l'article en donnant les références utiles à sa vérifiabilité et en les liant à la section « Notes et références ».
Jérôme Maglioli, (Ajaccio, 8 octobre 1812 - Aghione, 3 juin 1885). Diplômé de l'École de Paris et de Rome, il a été architecte communal de la ville d'Ajaccio, peintre et sculpteur. De 1858 à 1872, il fut conservateur du musée Fesch.

## Biographie
Né à Ajaccio, Jérôme Maglioli fut architecte et décorateur de la ville durant les grands travaux d'extension et d'embellissement entrepris tout au long du XIXe siècle.
De 1830 à 1835, il étudia l'architecture à Rome mais aussi la technique de la fresque et celle de la peinture à l'huile.
Il fut le père de Barthélémy Maglioli (1856-1909), également architecte.

## Œuvres

### Tableaux

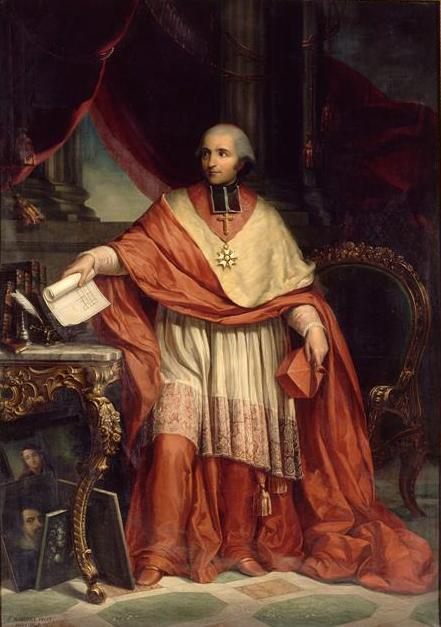
Portrait du cardinal Fesch, milieu XIXe siècle, par Jérôme Maglioli

De retour en Corse, il réalisa un Portrait du cardinal Fesch (1847) conservé au musée Fesch, un Saint-Éloi (église Saint-Jean-Baptiste à Ajaccio), une Vierge entre Saint-Pierre et Saint-Paul (église paroissiale de Pietrosella - 1877), un tableau d'autel Le Christ avec ses apôtres ou l'incrédulité de Saint-Thomas (église Saint-Thomas de Lopigna - 1863), La Contemplation par Saint-Cyr de la Vierge en douleur (église de Guargualé)...

### Fresques
Entre 1857 et 1860, la Chapelle impériale fut érigée afin d'y abriter les dépouilles des membres de la famille impériale selon le vœu du cardinal Fesch, oncle de Napoléon Ier. Jérôme Maglioli y réalisa le décor de peintures en grisaille figurant des motifs floraux et des trophées d'objets sacerdotaux.
En 1860, Napoléon III confia la restauration de la maison Bonaparte à Alexis Paccard (architecte du palais de Fontainebleau) et Jérôme Maglioli en orna les murs de fresques.

### Monuments

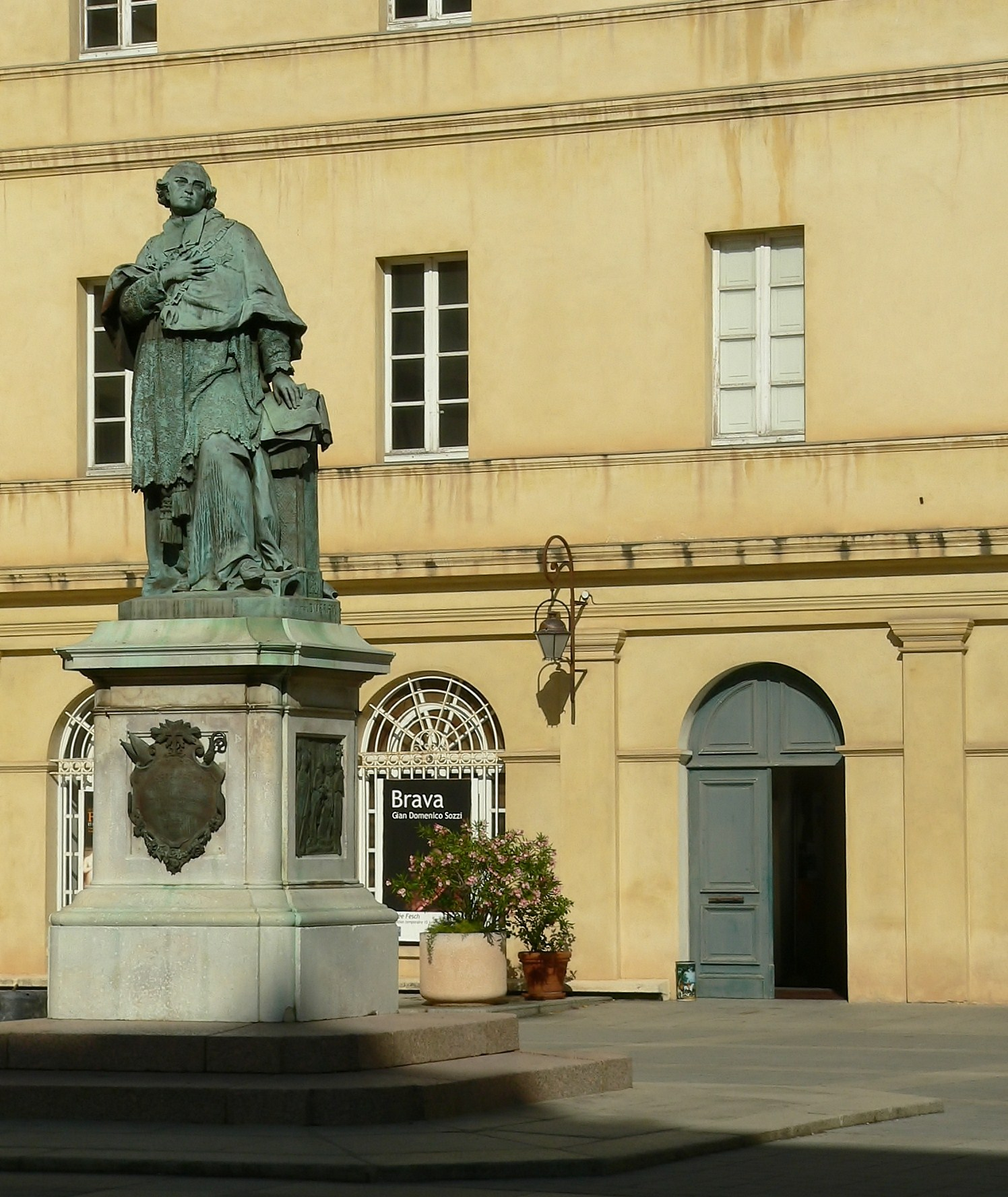
Monument commémoratif du Cardinal Fesch selon les plans de Jérôme Maglioli

- Pour la cour du musée Fesch, il réalisa les plans du monument commémoratif du cardinal Fesch[5] et le fit exécuter par Vital-Dubray (sculpteur), Eck et Durand (fondeur) et Luciani Joseph (marbrier).
- Dans la bibliothèque patrimoniale du palais Fesch, il conçut le monumental escalier à double volée situé dans l'entrée.
- Place du Maréchal-Foch (ancienne Piazza del Olmo), dite aussi Place des Palmiers, il fit édifier le monument commémoratif de Napoléon en 1er Consul[6].
Le cardinal Fesch avait acquis et légué à la ville cette statue de marbre réalisée par Francesco Massimiliano Laboureur à l'époque où Bonaparte était 1er Consul.
En mai 1865, Jérôme Maglioli la fit installer sur la fontaine de la place. Il y adjoignit, à chacune des quatre faces du socle, un lion crachant de l'eau dans un bassin quadrilatéral accessible par trois marches. La population pouvait ainsi s'approvisionner en eau potable à ces quatre sources.
Sous la Troisième République, en raison de l'installation de l'eau courante dans les appartements, la fonction utilitaire du monument fut supprimée et il devint uniquement décoratif. Les marches furent remplacées par un second bassin à l'intérieur duquel quatre jets projettent de l'eau vers le ciel, tandis que les quatre lions continuent leur œuvre vers la terre.

### Urbanisme

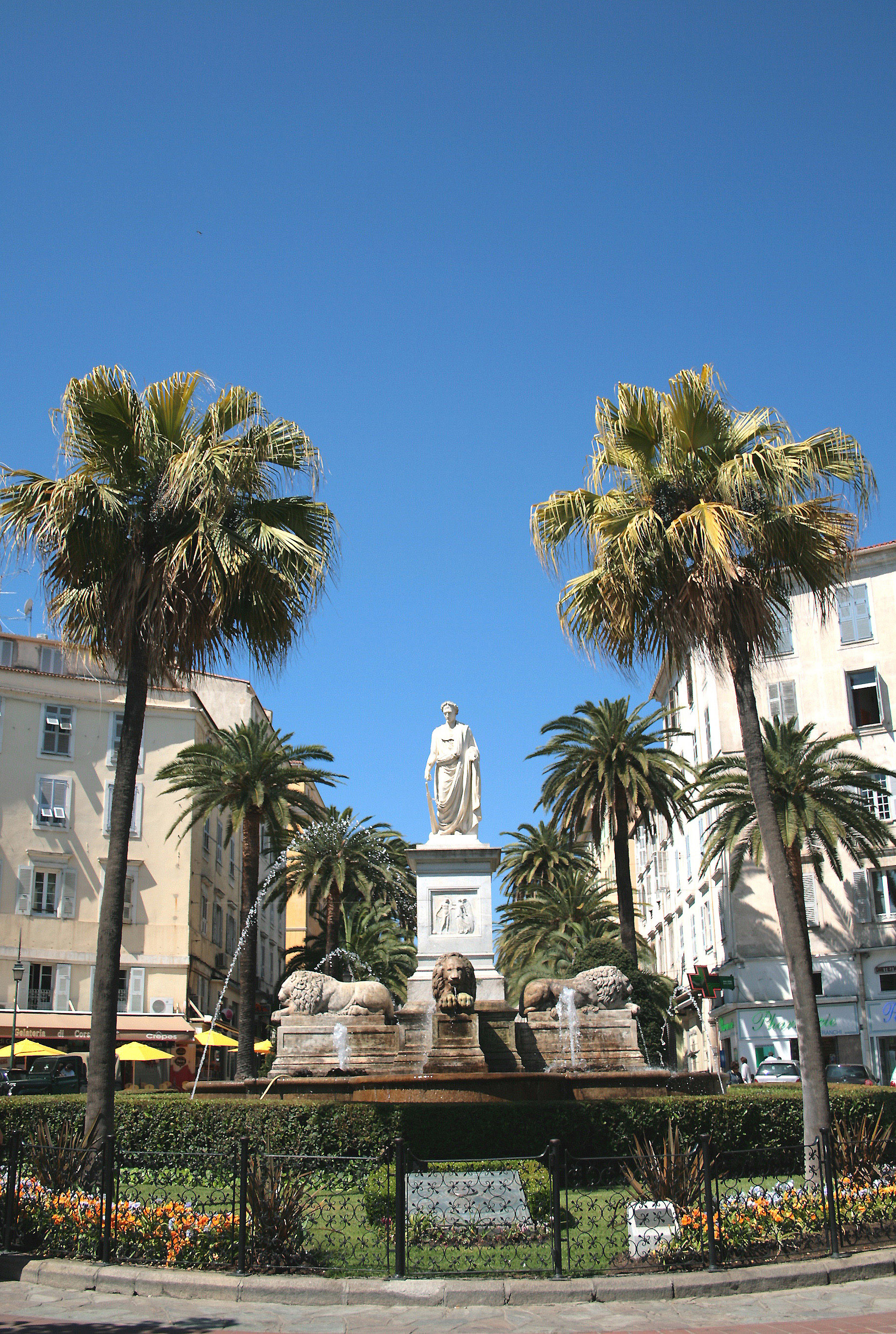
La fontaine aux quatre lions de Jérôme Maglioli - Statue de Napoléon 1er Consul, par M. Laboureur

Il créa le dernier des trois projets d'urbanisme qui furent mis en œuvre au cours du XIXe siècle pour agrandir et embellir la ville d'Ajaccio, selon la volonté initiale de Napoléon alors 1er Consul.
En 1801, le Premier Consul opta pour un plan d'extension et d'embellissement de sa ville natale et en confia l'exécution à l'administrateur général, Antoine François Miot de Mélito (auteur des arrêtés Miot) qui choisit un schéma classique avec une artère principale Nord-Sud (le cours Napoléon) recoupant un autre axe Est-Ouest (le cours Grandval) et dont le point de départ serait une grande place en forme de basilique (l'actuelle place du Maréchal-Foch).
Mais c'est après la chute du Premier Empire, sous la Restauration, que débutèrent les grands travaux. En 1830, le second plan, réalisé par l'architecte Padovani, compléta le premier. Il s'attacha au développement de l'axe Est-Ouest, le cours Grandval, autour duquel naquit un quartier résidentiel.
Enfin, en 1865, le plan Jérôme Maglioli fut choisi pour compléter l'urbanisation de la ville par l'édification des quartiers de la gare et du palais de Justice.